# Catumiri argentinense
Catumiri argentinense là một loài nhện trong họ Theraphosidae.
Loài này thuộc chi Catumiri. Catumiri argentinense được Cândido Firmino de Mello-Leitão miêu tả năm 1941.